# Булаткин, Николай Иванович
Николай Иванович Булаткин (6 августа 1958, д. Хирлукасы, Чувашская АССР — 3 февраля 2006, Чебоксары) — российский актёр. Заслуженный артист Чувашской Республики.

## Биография
По национальности — чуваш. В 1975 г. окончил Пандиковскую восьмилетнюю школу, в 1978 г. — СГПТУ в Новочебоксарске.
В 1983 г. окончил Высшее театральное училище имени М. С. Щепкина при Малом театре СССР (Москва) по специальности «актёр драмы и кино», учился в составе Чувашской актёрской студии под руководством В. К. Смирнова. Работал в Чувашском академическом драматическом театре им. К. В. Иванова.

## Творчество
Обладал широким диапазоном актёрских возможностей: темпераментом, музыкальностью, пластичностью; был одинаково убедительным в комедийных и в драматических ролях.

### Роли в театре
- «Хирургия» Чехова — фельдшер
- «Игра любви и случая» Мариво — Арлекин
- «Бирюк» Тургенева — Бирюк
- «На дне» М. Горького — Татарин
- «Курам на смех» В.Ржанова — Канцеляров
- «Айтар» П. Осипова — Дружко
- «Салампи» А. Артемьева — Шамбулкин
- «Украденная невеста» Е. Никитин — Сартун
- «Шальная ночь» Н.Сидорова — Толян

## Награды и признание
Заслуженный артист Чувашской Республики.